# Retailys
Retailys je český vícekanálový systém na online prodej, určený pro firmy z oblasti maloobchodu, velkoobchodu či internetové prodejce. Software je poskytován jako služba s měsíčními poplatky. 

## Historie
Autorem prototypů systému Retailys byla společnost iNAK.CZ s.r.o., která koncem roku 2016 začala experimentovat s vývojem e-commerce systému, který umožňuje spravovat více e-shopů z jednoho uživatelského účtu (tzv. multishop). Navázala kontakty s pracovníky čínského tržiště Alibaba a napojení na další globální tržiště Amazon a eBay.
V roce 2017 začali systém využívat první internetoví prodejci pro prodej svých produktů do zahraničí. Koncem roku 2017 byl celý vývojový tým vyčleněn do samostatné společnosti Retailys.com s.r.o., která vyvíjí jádro systému dosud.
V únoru 2018 odjeli zástupci společnosti v rámci programu CzechAccelerator státní agentury CzechInvest do Singapuru, kde získávali kontakty v tamějším startupovém inkubátoru August Global. Na tento program získal Retailys podporu od CzechInvestu ve výši téměř jednoho milion Kč. Krátce poté zde založili pobočku. Agentura CzechInvest v roce 2018 také zprostředkovala Retailysu možnost prezentovat se na mezinárodní konferenci pro mladé firmy unbound London První zahraniční pobočka Retailysu byla založena v Londýně, druhá právě v Singapuru. V listopadu 2018 se Retailys prezentovali na akci StartupYard. V témže roce spustil Retailys crowdfundingovou kampaň na Fundlift.cz s cílem vybrat 3,5 milionu Kč. Po prvním dni vybral 1 milion a nakonec vybral částku 8,75 milionu Kč.
V roce 2021 se uskutečnilo další investiční kolo. Michael Rostock-Poplar, zakladatel Soitronu Ondrej Smolár a další investoři vložili do společnosti 40 miliónů korun výměnou za přibližně 40% akcií.

## Technologie
Systém Retailys je vyvíjen v jazyce PHP 7.2. Celá platforma běží v rámci cloudu Microsoft Azure.